# Tatu đuôi trụi Chaco
Tatu đuôi trụi Chaco (tên khoa học Cabassous chacoensis) là một loài tatu trong họ Dasypodidae. Loài này được Wetzel mô tả năm 1980. Chúng được tìm thấy tại Argentina, Paraguay, và có thể tại Brazil, trong một khu vực được gọi là Gran Chaco, vì thế có tên gọi này.
Môi trường sống tự nhiên của nó là rừng khô cận nhiệt đới hoặc nhiệt đới và vùng cây bụi cận nhiệt đới hay nhiệt đới. Nó bị đe dọa bởi mất môi trường sống.

## Hình ảnh

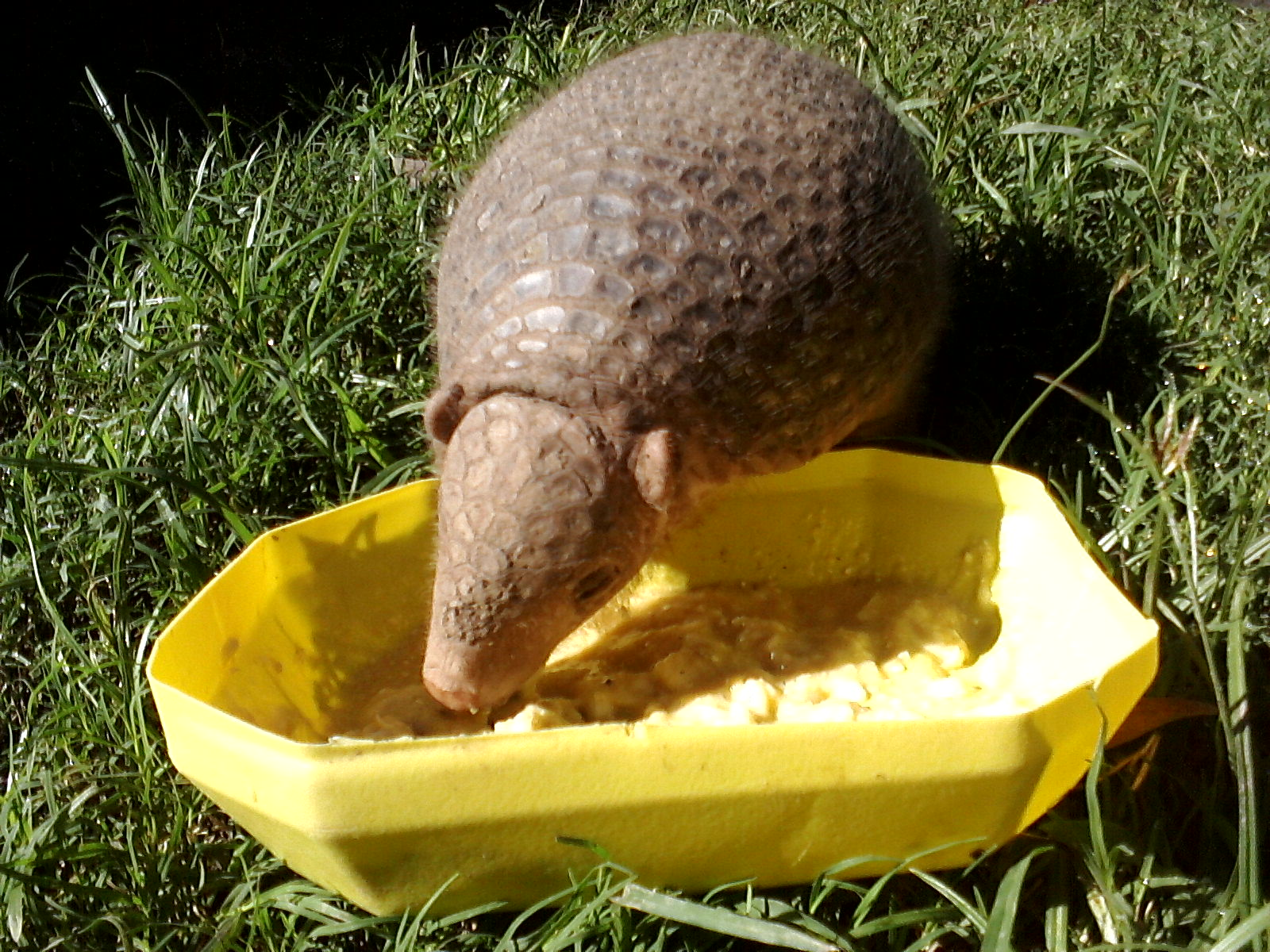
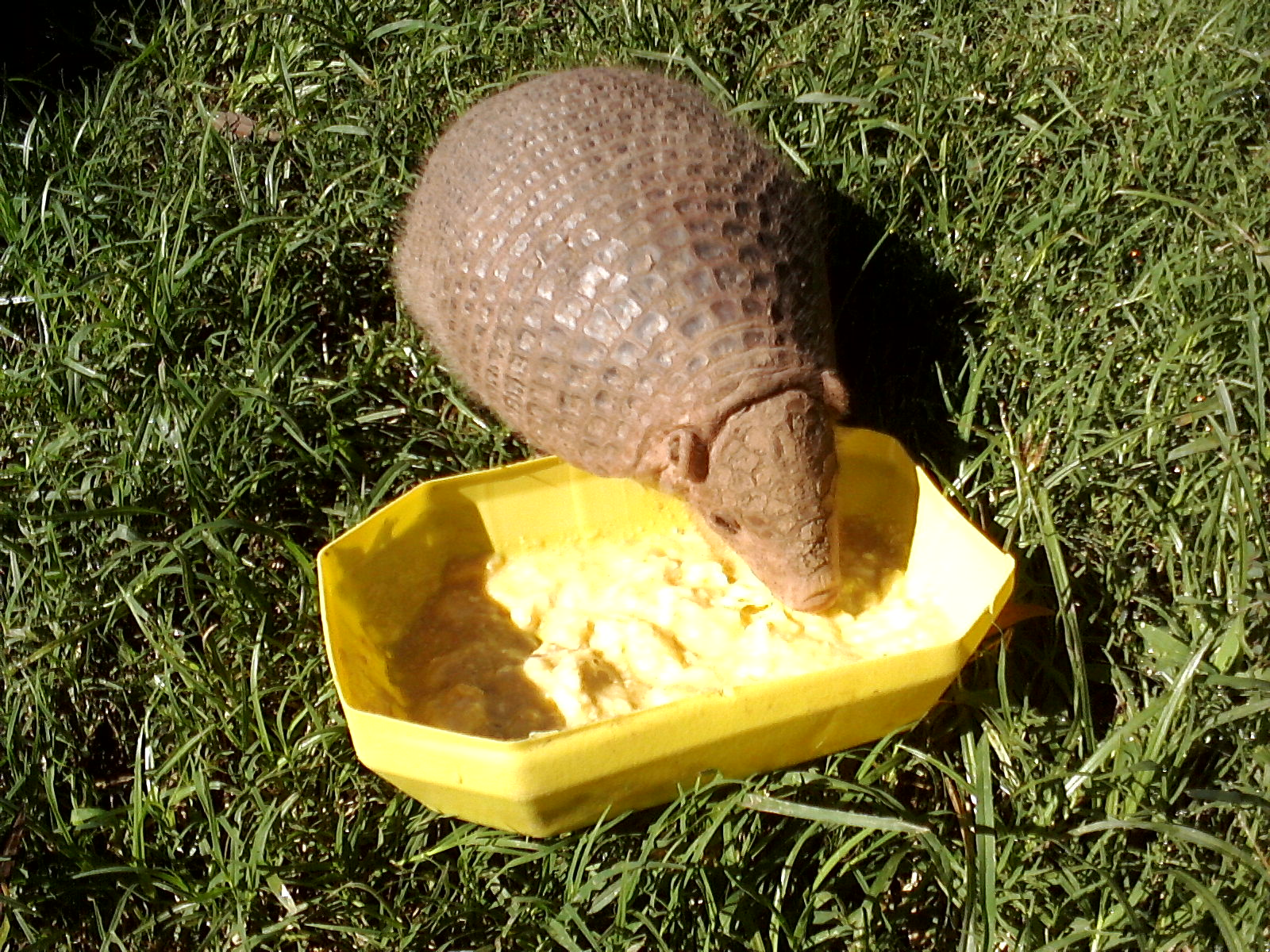
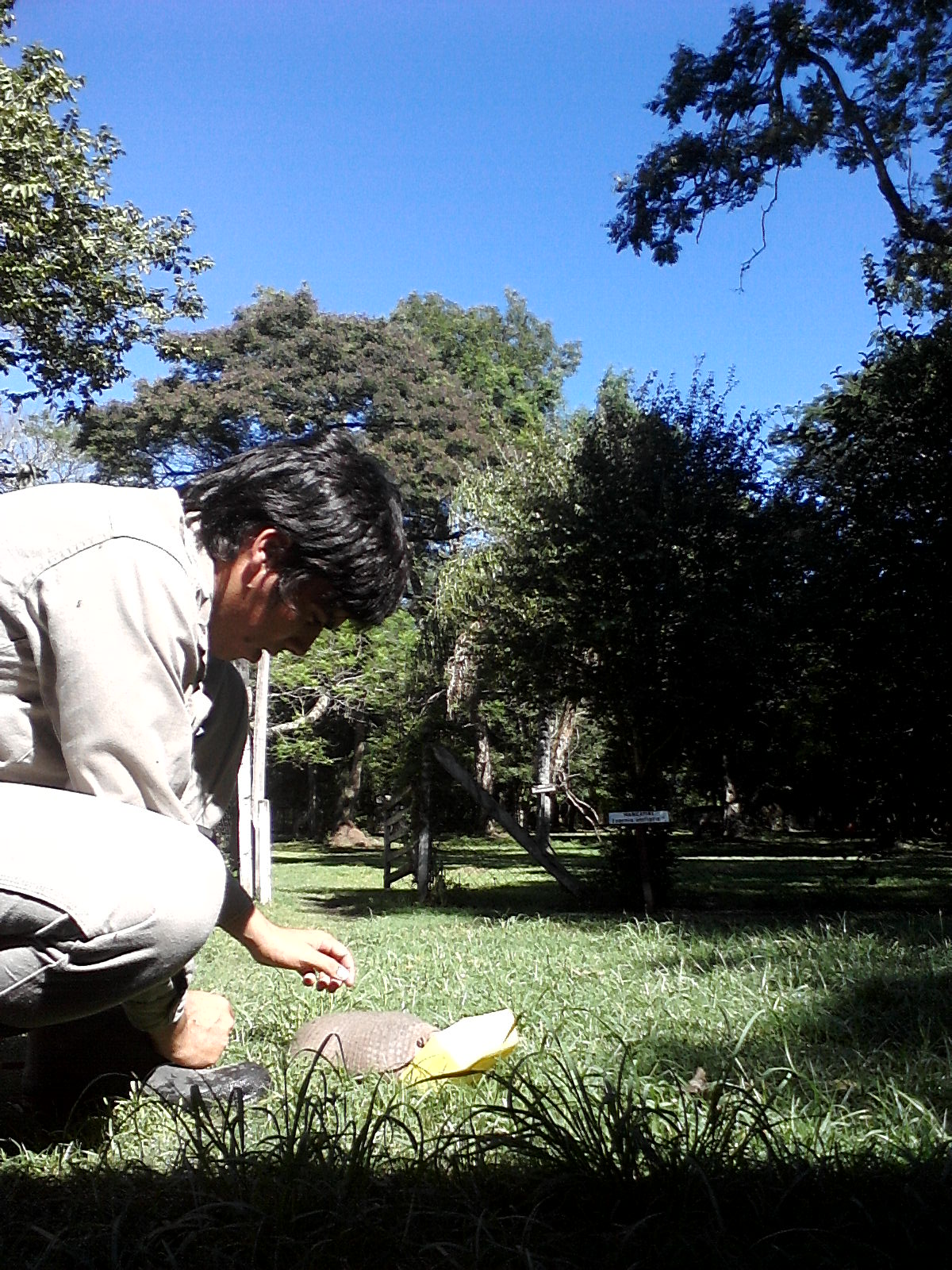